# Йто (принц)
Айсиньгиоро Йото (爱新觉罗·岳讬; 26 февраля 1599 — 11 февраля 1639) — маньчжурский принц династии Цин и внук Нурхаци. Йото стал первым носителем звания принца Кэцин. Он был понижен в должности на два ранга за совершение тяжкого преступления и посмертно получил титул принца Кэциня второго ранга.

## Биография
Йото родился 26 февраля 1599 года в клане Айсин Гёро. Старший сын Дайсаня (1583—1646), первого принца Ли (1636—1648). Его мать была первой супругой, дама из клана Лигия. С юных лет его воспитывал дед Нурхаци (1559—1626), и в возрасте 7 лет он стал членом красного знамени с каймой. С 1621 по 1629 год он постоянно участвовал в боевых действиях, а в 1626 году за заслуги в экспедиции своего отца Дайсаня против монгольского племени Джаруд получил чин бэйлэ.
В 1627 году Йото вместе с Амином и Цзиргаланом участвовал в военном вторжении в корейское королевство Чосон. Он был ответственен за подписание сепаратистского мирного договора с королём Чосона, что привело к разграблению Пхеньяна Амином. В 1631 году, когда второй цинский правитель Хунтайцзи учредил шесть министерств, Йото было поручено курировать военное министерство. Йото был главным архитектором включения китайцев (ханьцев) в состав Восьми знамён, попросив Хунтайцзи должным образом позаботиться о китайцах. С 1632 по 1635 год он сопровождал различные экспедиции против чахарских монголов, хотя болезнь не позволяла ему играть активную роль.
В 1636 году Йото получил титул принца Чэн первого ранга (成亲王, «чэн» означает «совершенный, совершенный»). Йото был понижен в должности до принца третьего ранга вскоре после того, как совет принцев приговорил его к смертной казни. Тем не менее Хунтайцзи не отменил указ о назначении Йото военным министром и отсрочил его казнь. Понижение Йото повлияло на его отношения с Дайсанем. В 1637 году Йото был понижен в звании до принца четвёртого ранга за отсутствие на судебном заседании. В следующем году он был восстановлен как бэйлэ. Несмотря на это, в 1638 году он был назначен командующим правым крылом армии против войск Мин и погиб в бою при Чан-цзы-лин 牆子嶺. Его смерть глубоко оплакивал Хунтайцзи, который посмертно дал ему титул принца Кэцинь 克勤 郡 王. В 1688 году на его могиле близ Мукдена был воздвигнут мемориал, а в 1778 году по приказу императора Цяньлуна в Императорском храме предков была помещена табличка в его честь.

## Семья
От двух жён и наложниц у Йоло было 7 сыновей и 6 дочерей. Его княжеский титул унаследовал его старший сын Лолохун (1623—1646), принц Яньси первого ранга.
Его потомки руководили Красным знаменем с каймой до 1911 года, когда в Китае были ликвидирована монархия и свергнута династия Цин.